# 曙町東町停留場
曙町東町停留場（あけぼのちょうひがしまちていりゅうじょう）は、高知県高知市曙町一丁目にあるとさでん交通伊野線の路面電車停留場。高知市内均一料金区間の西端である。

## 歴史
曙町東町停留場がある伊野線の鏡川橋 - 咥内間は1907年（明治40年）に開通したが、当停留場が設けられたのはそれから時代が下った1956年（昭和31年）のことである。

### 年表
- 1956年（昭和31年）7月12日：土佐電気鉄道の停留場として開業が認可される[1][2]。
- 2007年（平成19年）1月10日：運賃改定に伴い、はりまや橋方面から当停留場までが高知市内均一料金区間内となる。
- 2014年（平成26年）10月1日：土佐電気鉄道が高知県交通・土佐電ドリームサービスと経営統合し、とさでん交通が発足[3]。とさでん交通の停留場となる。

## 停留場構造
曙町東町停留場は伊野線の併用軌道区間にあり、道路上に乗り場が設けられる。ただし当停留場がある伊野線の鴨部 - 朝倉駅前間は軌道が敷かれている道幅が狭いため安全地帯となるホームを設けることができず、乗り場は道路上を白線で区切って示されるのみである。
乗り場は2面あり、東西方向に伸びる単線の軌道を挟んで向かい合わせに配される（相対式）。軌道の南に伊野方面行き、北にはりまや橋方面行きの乗り場がある。

## 停留場周辺
当停留場付近は道幅が特に狭く、軌道は道路の北側に偏って敷かれた変則的な配置をとる。
- 鏡川
- 高知県道274号梅ノ辻朝倉線
- 「曙町東町」バス停留所
- 高知南警察署朝倉交番

## 隣の停留場
とさでん交通
伊野線
鴨部停留場 - （鴨部市場前信号所） - 曙町東町停留場 - 曙町停留場